# Bogan Shire
Koordinaten: 31° 34′ S, 147° 12′ O

Bogan Shire ist ein lokales Verwaltungsgebiet (LGA) im australischen Bundesstaat New South Wales. Das Gebiet ist 14.600 km² groß und hat etwa 2.450 Einwohner.
Bogan liegt in der North-Western-Region etwa 570 km nordwestlich der Metropole Sydney. Das Gebiet umfasst 17 Ortsteile und Ortschaften: Babinda, Buddabadah, Five Ways, Girilambone, Hermidale, Honeybugle, Miandetta, Mulla, Murrawombie, Nyngan, Pangee und Teile von Bobadah, Byrock, Canbelego, Canonba, Coolabah und The Marra. Der Sitz des Shire Councils befindet sich in der Stadt Nyngan im Osten der LGA, wo etwa 1.950 Einwohner leben.
Das geografische Zentrum von New South Wales liegt im Gebiet des Bogan Shire.

## Verwaltung
Der Bogan Shire Council hat neun Mitglieder, die von den Bewohnern der LGA gewählt werden. Bogan ist nicht in Bezirke untergliedert. Aus dem Kreis der Councillor rekrutiert sich auch der Mayor (Bürgermeister) des Councils.